# Battaglia di mezzo giugno
Con battaglia di mezzo giugno (o battaglia di Pantelleria) si indica la serie di scontri aeronavali avvenuti, fra il 12 e il 16 giugno 1942, nel Mediterraneo centrale e orientale durante la seconda guerra mondiale. I combattimenti, che si inquadrano nella più ampia battaglia del Mediterraneo, videro le forze aeree e navali di Italia e Germania contrastare due operazioni di rifornimento dell'isola di Malta condotte dalla Royal Navy britannica (comprendente anche unità australiane e polacche), chiamate in codice Harpoon e Vigorous. Tali operazioni – svolgendosi in una zona del Mediterraneo molto ampia – furono distinte in base alle rotte: da Alessandria d'Egitto la Vigorous e da Gibilterra la Harpoon, convergenti entrambe su Malta in un arco temporale di cinque giorni.
La battaglia può essere considerata un successo delle forze dell'Asse: il convoglio Harpoon, salpato da Gibilterra con la scorta delle navi da guerra del viceammiraglio Alban Curteis, fu sottoposto a lunghi attacchi da parte dei velivoli dell'Asse e dei sommergibili italiani durante il suo tragitto verso il Canale di Sicilia, venendo anche affrontato nelle acque antistanti l'isola di Pantelleria dagli incrociatori italiani dell'ammiraglio Alberto da Zara; in totale, dei sei mercantili facenti parte del convoglio solo due riuscirono ad arrivare a destinazione, mentre la scorta dovette subire forti perdite, sia direttamente dalle forze dell'Asse sia dai campi minati che circondavano Malta.
Il convoglio Vigorous, salpato da Alessandria sotto il comando del contrammiraglio Philip Vian, subì ripetuti attacchi aerei italo-tedeschi e da parte dei sommergibili e delle motosiluranti della Kriegsmarine, perdendo via via numerose unità; con la sua rotta di avvicinamento a Malta tagliata dall'uscita in mare del nucleo centrale della flotta italiana dell'ammiraglio di squadra Angelo Iachino (che nel tragitto ebbe l'incrociatore pesante Trento affondato da un sommergibile nemico), il convoglio invertì la rotta e rientrò alla base, senza essere riuscito a far arrivare sull'isola nessuno dei mercantili che lo componevano.

## Antefatti

### L'assedio di Malta
Fin dall'entrata in guerra dell'Italia nel giugno del 1940, Malta aveva acquisito un importante ruolo strategico: l'isola è posta quasi al centro del Mediterraneo e per tale motivo durante il conflitto rivestiva una notevole importanza nell'ambito della campagna del Nordafrica, visto che si trovava in mezzo sia alla rotta usata dagli italiani per approvvigionare le loro truppe in Libia, sia alla via più breve tra il Regno Unito e le sue forze in Egitto, attraverso lo stretto di Gibilterra e il canale di Sicilia. Allo scoppio della guerra l'isola risultava in gran parte indifesa: la sua posizione esposta la rendeva talmente vulnerabile ad attacchi italiani che i britannici avevano dato per certa una sua imminente invasione, provvedendo di conseguenza ad allontanare dall'isola le loro forze aeree e navali, e ad evacuare il personale più importante. Tuttavia nei giorni e nei mesi seguenti divenne sempre più palese che nessun tentativo d'invasione era in corso, anche perché l'alto comando italiano non aveva approntato nessun piano per questa evenienza (lo farà solo nell'ottobre 1941 con la cosiddetta operazione C3): i britannici quindi provvidero a rinforzare le difese dell'isola e trasformarla in una base per le loro unità aeree, navali e subacquee da impegnare negli attacchi contro il traffico italiano diretto in Libia.
Per i successivi due anni diversi scontri ebbero luogo nelle acque antistanti Malta: se i mezzi britannici di base nell'isola riuscivano ad ostacolare le rotte di rifornimento del nemico, quelli italiani di converso si dedicavano ad attaccare i cargo che portavano tutto il necessario per sostenere la difesa dell'arcipelago maltese. Il problema del rifornimento di Malta divenne via via sempre più gravoso per la Royal Navy, la marina militare britannica: era necessario garantire non solo l'approvvigionamento di tutto quello che serviva per fare dell'isola una base militare (velivoli, munizioni, pezzi di ricambio e rifornimenti militari), ma anche mantenere un flusso il più possibile costante di beni di prima necessità come viveri e combustibili, necessari non solo al personale militare ma anche alla numerosa popolazione civile.

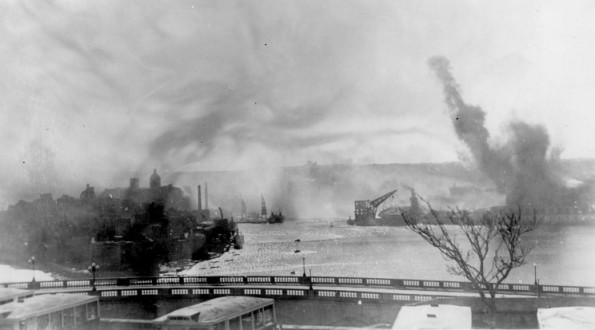
Il "Grand Harbour" di La Valletta sotto i bombardamenti degli aerei dell'Asse.

Esistevano vari modi con cui la marina britannica faceva pervenire risorse e rifornimenti sull'isola: velivoli erano trasportati da navi portaerei, che li lanciavano verso gli aeroporti dell'isola una volta arrivate alla massima distanza possibile, mentre piccole quantità di materiali vitali come munizioni, medicinali e viveri potevano essere recapitati da singoli mercantili veloci, oppure da unità militari o sommergibili impiegati come navi da trasporto; il posamine HMS Welshman, una veloce unità della classe Abdiel da 40 nodi, si distinse in questo genere di attività, compiendo numerosi viaggi di rifornimento da e per Malta e ottenendo per questo anche un encomio dallo stesso primo ministro britannico Winston Churchill. Il metodo che garantiva però un maggior afflusso di risorse rimaneva quello di organizzare un vasto convoglio navale, composto dal maggior numero possibile di mercantili; poiché per le loro dimensioni i convogli non potevano non attirare l'attenzione del nemico, era necessario garantire loro una massiccia scorta militare, impiegando le risorse delle due formazioni navali britanniche impiegate nelle acque del Mediterraneo: la Mediterranean Fleet (Flotta del Mediterraneo) di base ad Alessandria d'Egitto e la Force H (Forza H) di base a Gibilterra.
Per volere dello stesso Adolf Hitler, la Kriegsmarine (la marina militare tedesca), dislocò a partire dal settembre del 1941 un contingente di U-Boot nel Mediterraneo, ottenendo subito diversi successi: il 14 novembre 1941 il sommergibile U-81 silurò e affondò la portaerei HMS Ark Royal mentre rientrava da una missione di trasporto di aerei a Malta, mentre il 25 novembre seguente l'U-331 colò a picco la corazzata HMS Barham mentre partecipava con il resto della flotta alla ricerca di convogli nemici nel Mediterraneo orientale. Le capacità belliche della Mediterranean Fleet subirono un duro colpo il 19 dicembre 1941, quando incursori della Xª Flottiglia MAS italiana penetrarono nel porto di Alessandria e attaccarono le due navi da battaglia HMS Queen Elizabeth e HMS Valiant: le due unità furono affondate ma si posarono sul basso fondale del porto, consentendone successivamente il recupero; per molti mesi però la flotta britannica si ritrovò priva di corazzate operative nel settore del Mediterraneo.
Il 16 gennaio 1942 decine tra generali e ammiragli italiani e tedeschi si riunirono a Garmisch-Partenkirchen per riprendere il piano italiano di invasione dell'isola, consigliati anche da consulenti giapponesi: fu deciso di far sbarcare le truppe solamente dopo un bombardamento di intensità crescente, che avrebbe dovuto minare fino in fondo la resistenza della guarnigione britannica. Sembrava che l'ago della bilancia del confronto navale nel Mediterraneo si stesse spostando in favore delle forze dell'Asse: rinforzata dai velivoli del X Fliegerkorps (X corpo aereo) della Luftwaffe, l'aeronautica militare tedesca, giunti negli aeroporti della Sicilia all'inizio del 1941, la Regia Aeronautica aveva iniziato a sottoporre Malta ad una serie di estesi bombardamenti aerei, infliggendo danni enormi e compromettendo la tenuta della guarnigione mentre, contemporaneamente, venivano preparati i mezzi da sbarco e si addestravano i paracadutisti; i continui raid aerei, che nel solo mese di marzo 1942 scaricarono dieci volte la quantità di bombe sganciate dai tedeschi durante il bombardamento di Coventry, obbligarono i britannici a ritirare le loro forze navali dislocate nell'isola.

### Convogli verso Malta

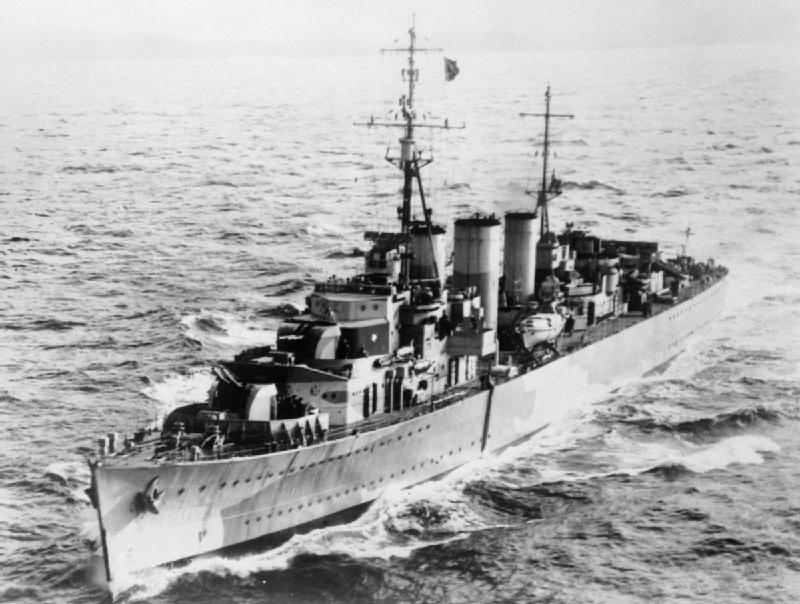
Il Welshman nel 1942.

Le rinnovate offensive aeronavali delle forze dell'Asse rendevano ormai complicate le operazioni di rifornimento dell'isola: tra il 22 e il 26 marzo 1942, durante gli eventi della cosiddetta seconda battaglia della Sirte, un convoglio britannico abbondantemente scortato aveva visto affondare in attacchi aerei dell'Asse tutti e quattro i mercantili che lo componevano, due dei quali all'interno del porto stesso di La Valletta poco dopo esservi approdati, e solo 5000 delle 26000 t di rifornimenti trasportati avevano potuto essere recapitate. Sull'isola continuava ad arrivare circa il 10% di quanto veniva inviato, e ciò aveva ripercussioni sulla resistenza della guarnigione: viveri e munizioni scarseggiavano, e il morale era molto basso. A metà del maggio del 1942, dopo che un preoccupante rapporto del nuovo governatore di Malta, Lord Gort, comunicava che l'isola disponeva di viveri per soli tre mesi, il comandante della Mediterranean Fleet viceammiraglio Henry Harwood decise di organizzare una nuova massiccia missione di rifornimento. Per fare in modo che almeno una parte del carico potesse giungere a destinazione, questa volta i convogli sarebbero stati due: uno ("Harpoon"), partito da Gibilterra, sarebbe giunto a Malta da ovest mentre l'altro ("Vigorous"), salpato da Alessandria, sarebbe arrivato da est; l'idea era che, trovandosi di fronte a due convogli contemporaneamente, le forze dell'Asse o si sarebbero divise, consentendo quindi ad ogni convoglio di affrontare una opposizione accettabile e di contenere le perdite, oppure si sarebbero concentrate solo su uno di essi, consentendo all'altro di arrivare alla meta indisturbato.

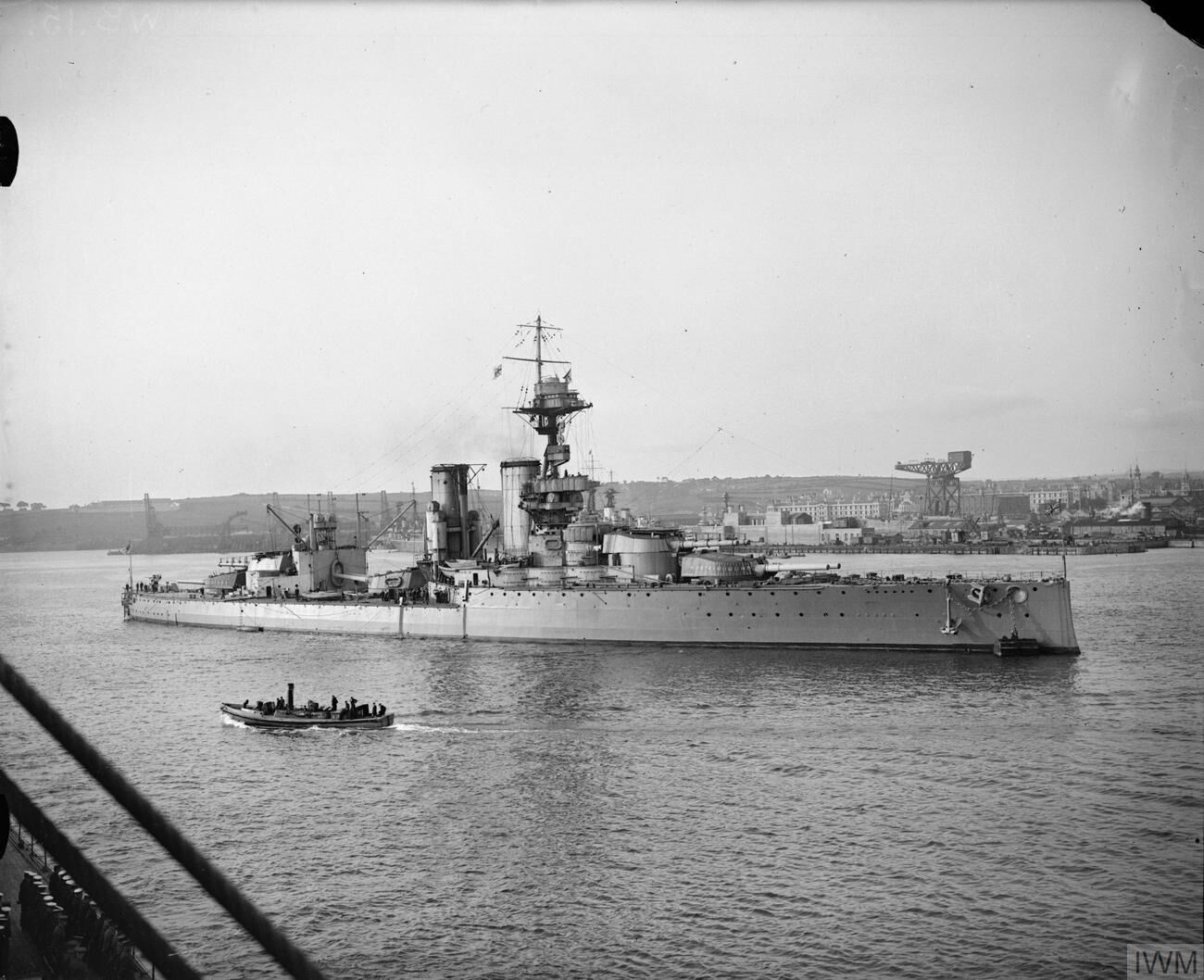
La vecchia corazzata, qui ritratta nel 1918, fu aggregata all'operazione Vigorous camuffata con false sovrastrutture in legno.

Il convoglio Harpoon sarebbe stato assemblato a Gibilterra con mercantili provenienti dal Regno Unito: i rifornimenti sarebbero stati trasportati da tre cargo britannici (Troilus, Orari e Burdwan), uno olandese (Tanimbar) e uno statunitense (Chant), mentre un vitale carico di carburante sarebbe stato portato dalla petroliera statunitense Kentucky; rifornimenti sarebbero stati caricati anche sul posamine HMS Welshman, che si sarebbe aggiunto al convoglio a Gibilterra per accompagnarlo durante parte del percorso fino a Malta, staccandosi poi per sfruttare la sua superiore velocità e ricongiungersi infine al convoglio il giorno 15 giugno dopo aver scaricato. La scorta del convoglio, guidata dal capitano di vascello Cecil Campbell Hardy, sarebbe stata costituita dall'incrociatore leggero HMS Cairo, da nove cacciatorpediniere (di cui uno, lo ORP Kujawiak, di costruzione britannica ma ceduto alla Marina polacca), da quattro dragamine e da sei motocannoniere del tipo Fairmile B (attrezzate anch'esse come dragamine); passata Gibilterra, il convoglio sarebbe stato scortato a distanza fino all'imboccatura del canale di Sicilia dalla "Force W" del viceammiraglio Alban Curteis, con le portaerei HMS Argus ed HMS Eagle (che imbarcavano Fulmar, Swordfish e Sea Hurricane dei Naval Air Squadron 801, 807, 813, 824), la nave da battaglia HMS Malaya, gli incrociatori leggeri HMS Kenya (nave ammiraglia), HMS Charybdis e HMS Liverpool e otto cacciatorpediniere. La petroliera Brown Ranger, scortata da due corvette (Force Y), avrebbe provveduto al rifornimento in mare dei cacciatorpediniere di scorta al convoglio.
Gli undici tra cargo e petroliere assegnati all'operazione Vigorous sarebbero salpati divisi in più sezioni, per poi riunirsi in mare in un unico convoglio (identificato come MW.11): la sezione 11A, con i piroscafi Ajax, City of Edinburgh, City of Lincoln, City of Pretoria ed Elizabeth Bakke sarebbe partita dal porto di Haifa, la sezione 11B con la petroliera Bulkoil e il cargo Potaro si sarebbe mossa da Alessandria mentre la 11C avrebbe preso il mare da Porto Said con i piroscafi Aagtekerk, Bhutan, City of Calcutta e Rembrandt. La scorta, sotto il comando del contrammiraglio Philip Vian imbarcato sull'incrociatore HMS Cleopatra, comprendeva un considerevole quantitativo delle superstiti unità della Mediterranean Fleet, annoverando otto incrociatori leggeri, 26 cacciatorpediniere (di cui quattro australiani), due dragamine e quattro corvette; al convoglio fu aggregata anche la HMS Centurion: vecchia corazzata della classe King George V varata nel 1911, era stata trasformata in nave bersaglio per le esercitazioni d'artiglieria a causa della sua obsolescenza, ma fu camuffata con false sovrastrutture in legno per farla assomigliare alla nave da battaglia HMS Anson e ingannare così la ricognizione nemica, oltre ad essere caricata con ulteriori 2000 t di rifornimenti; la nave aveva per la sua difesa soltanto tredici mitragliere da 20 mm.
Come ulteriore appoggio ai due convogli, una dozzina di sommergibili britannici furono dislocati nel mar Ionio e nel Mediterraneo centrale con il compito di intercettare eventuali formazioni navali dell'Asse dirette verso di loro; alla protezione dei cargo e all'attacco delle unità nemiche furono destinate anche ampie formazioni di aerei da combattimento dislocate a Malta, in Egitto e in Palestina, tra cui un contingente di bombardieri statunitensi Consolidated B-24 Liberator al loro primo impiego nel teatro del Mediterraneo. Furono tentate anche diverse azioni preventive per ostacolare eventuali interventi delle forze dell'Asse: il porto di Taranto, base principale della Regia Marina, fu attaccato da bombardieri britannici nelle notti del 9, 10 e 11 giugno anche se con scarsi effetti, mentre i due sommergibili greci Triton e Papanikolis sbarcarono sabotatori del SOE (precisamente tre gruppi dello Special Boat Service, allora "Special Boat Section", e uno dello Special Air Service) a Creta nella notte tra il 13 e il 14 giugno con il compito di attaccare gli aeroporti di Candia, Kastelli Pediados, Timbaki e Maléme, riuscendo a distruggere alcuni velivoli a Candia oltre a 5 aerei distrutti, 29 danneggiati e 200 tonnellate di benzina avio andata in fumo a Kastelli nel corso dell'operazione Albumen.

### Le forze italiane

L'incrociatore leggero Eugenio di Savoia, ammiraglia di Da Zara.

Nel giugno del 1942, la squadra italiana era in difficoltà per l'indisponibilità di molte delle sue unità maggiori, alcune fuori combattimento sin dalla notte di Taranto: delle sette navi da battaglia disponibili in totale, il Conte di Cavour era a Trieste per lavori di riparazione, il Duilio era a Messina in addestramento, il Giulio Cesare aveva effettuato la sua ultima missione operativa con la scorta al convoglio M43 durante il gennaio 1942, l'Andrea Doria dal marzo 1942 era fermo a Taranto per contribuire alla difesa antiaerea della base, mentre la nuovissima corazzata Roma era ancora in approntamento; degli incrociatori pesanti, tutta la classe Zara – ad eccezione del Gorizia – era andata perduta durante la battaglia di Capo Matapan, mentre il Bolzano era rimasto a Palermo nel disappunto dell'ammiraglio di divisione Alberto Da Zara e il Trieste era ancora in riparazione per i danni provocati da un siluro ricevuto il 21 novembre 1941 dal sommergibile HMS Utmost. Dei dodici incrociatori leggeri della classe Condottieri con la quale la Regia Marina aveva iniziato il conflitto, cinque erano stati affondati, uno, il Luigi Cadorna, era stato dichiarato inadatto ai compiti di squadra per la scarsa protezione, il Duca degli Abruzzi era a Navarino per la protezione ai convogli e lo stesso compito impegnava il Muzio Attendolo tra Napoli e Bengasi o verso l'Albania; i nuovi incrociatori leggeri della classe Capitani Romani erano ancora in allestimento, con solo l'Attilio Regolo da poco entrato in servizio ma ancora impegnato in esercitazioni.
La principale forza da battaglia, al comando dell'ammiraglio di squadra Angelo Iachino, era dislocata a Taranto potendo contare su due navi da battaglia, due incrociatori pesanti, due incrociatori leggeri e dodici cacciatorpediniere; a Cagliari era invece dislocata la VII Divisione incrociatori di Alberto Da Zara, con due incrociatori leggeri e sette cacciatorpediniere, a disposizione per operazioni nel Mediterraneo occidentale. Unità leggere come MAS e motosiluranti e i sommergibili potevano essere disposti come sbarramenti mobili lungo il Canale di Sicilia, mentre supporto aereo poteva essere fornito dalle formazioni della Regia Aeronautica e del X Fliegerkorps dislocate in Sicilia, in Sardegna e a Creta, in un'operazione che si sarebbe rivelata molto coordinata a differenza di analoghe esperienze di mancata cooperazione tra marina e aeronautica come durante la battaglia di Punta Stilo.

## Operazione Harpoon

### Ordine di battaglia
Royal Navy
 Marynarka Wojenna:
Viceammiraglio Alban Curteis
- Force X (scorta ravvicinata) - Capitano di vascello Cecil Campbell Hardy
  - Incrociatore leggero HMS Cairo (ammiraglia)
  - Cacciatorpediniere HMS Bedouin, HMS Marne, HMS Matchless, HMS Ithuriel, HMS Partridge, HMS Blankney, HMS Badsworth, HMS Middlenton, ORP Kujawiak
  - Posamine veloce HMS Welshman
  - Dragamine HMS Hebe, HMS Speedy, HMS Rye, HMS Hythe
  - Motocannoniere ML-121, ML-134, ML-135, ML-168, ML-459, ML-462
- Convoglio GM4[42]
  - Piroscafi Troilus, Burdwan, Chant, Tanimbar, Orari
  - Petroliera Kentucky
- Force W (scorta a distanza) - Viceammiraglio Alban Curteis
  - Portaerei HMS Argus, HMS Eagle
  - Nave da battaglia HMS Malaya
  - Incrociatori leggeri HMS Kenya (ammiraglia), HMS Charybdis, HMS Liverpool
  - Cacciatorpediniere HMS Onslow, HMS Icarus, HMS Escapade, HMS Antelope, HMS Westcott, HMS Wrestler, HMS Vidette, HMS Wishart
- Force Y (unità di rifornimento)
  - Petroliera Brown Ranger
  - Corvette HMS Coltsfoot, HMS Geranium
- Sommergibili HMS P211, HMS P42, HMS P43, HMS P46

 Regia Marina:

Ammiraglio di divisione Alberto Da Zara
- VII Divisione incrociatori
  - Incrociatori leggeri Eugenio di Savoia (ammiraglia), Raimondo Montecuccoli
- X Squadriglia Cacciatorpediniere:
  - Alfredo Oriani, Ascari, Premuda, Vincenzo Gioberti[43]
- XIV Squadriglia Cacciatorpediniere:
  - Ugolino Vivaldi, Lanzerotto Malocello, Nicolò Zeno[43]
- I Gruppo Sommergibili:
  - Malachite, Velella, Bronzo, Angelo Emo
- II Gruppo Sommergibili:
  - Uarsciek, Acciaio, Giada, Alagi, Otaria
- II Flottiglia MAS:
  - MAS 526, MAS 527

### Mosse iniziali

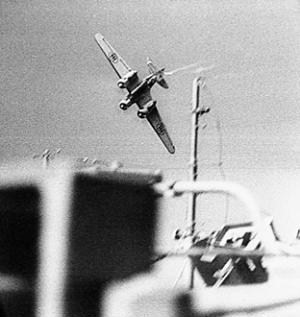
Un aerosilurante Savoia-Marchetti S.M.79 attacca un convoglio britannico nel Mediterraneo.

I cinque piroscafi, Troilus, Burdwan, Orari (britannici), Tanimbar (olandese) e Chant (statunitense), assegnati all'operazione e inquadrati nel convoglio WS.19Z salparono dal Firth of Clyde il 5 giugno, inoltrandosi nell'Atlantico sotto la scorta degli incrociatori Liverpool e Kenya e di dieci cacciatorpediniere; la petroliera Kentucky raggiunse invece per conto proprio Gibilterra il 2 giugno, dove fu sottoposta a lavori per incrementarne l'armamento imbarcato. Le unità si riunirono a Gibilterra l'11 giugno, dove i mercantili del convoglio, ora rinominato GM4, passarono sotto la responsabilità del capitano di vascello Campbell Hardy, imbarcato sulla Cairo e comandante della scorta ravvicinata che comprendeva anche quattro dragamine; i due incrociatori giunti dalla Gran Bretagna si unirono invece alla Force H del viceammiraglio Curteis, che si accinse a fornire protezione a distanza al convoglio. Le unità britanniche si inoltrarono quindi nel Mediterraneo, rallentate dalla ridotta velocità (13 nodi) che i mercantili potevano sviluppare; il 13 giugno i cacciatorpediniere della Force X si rifornirono in mare dalla Brown Ranger, con un certo ritardo dovuto all'errato posizionamento della petroliera: l'unità fu poi distaccata con le sue due corvette di scorta perché provvedesse al rifornimento delle navi britanniche durante il loro viaggio di ritorno.
L'11 giugno il Servizio informazioni militare intercettò un messaggio dell'addetto militare statunitense al Cairo, il colonnello Bonner Fellers, che decrittò perché era in possesso del codice Black Code dove si dava notizia di due convogli alleati verso Malta.
Le prime notizie che confermavano il convoglio raggiunsero l'alto comando della marina italiana (Supermarina) la mattina del 12 giugno: benché imprecise queste informazioni segnalavano il passaggio per lo Stretto di Gibilterra di una trentina di unità britanniche, dirette su Malta. Supermarina si accinse quindi a prendere le disposizioni del caso: nove sommergibili furono disposti in due linee parallele tra le isole Baleari e la costa dell'Algeria, con il compito di segnalare il passaggio delle unità nemiche e di lanciare un primo attacco; nel pomeriggio del 13 giugno una formazione di aerosiluranti italiani fu fatta decollare dagli aeroporti della Sardegna, ma rientrò alla base senza aver intercettato il nemico. Quella sera due ricognitori italiani, inviati a pattugliare il tratto di mare verso cui si presumeva fossero dirette le unità nemiche, riuscirono infine ad avvistare due incrociatori britannici che si erano spinti in avanti per perlustrare gli approcci al Canale di Sicilia: alle 16:30 del 13 giugno, da Cagliari, fu fatta salpare la VII Divisione incrociatori dell'ammiraglio di divisione Alberto da Zara, con gli incrociatori leggeri Eugenio di Savoia (nave ammiraglia) e Raimondo Montecuccoli scortati da sette cacciatorpediniere della XIV e X Squadriglia (ridotti poi a cinque a causa delle avarie al motore di due di loro, il Vincenzo Gioberti e il Nicolò Zeno, che rientrarono in porto), ma le unità italiane non intercettarono le navi britanniche, che si erano nel frattempo ritirate, e Da Zara rientrò a Palermo quella notte stessa.
Nelle prime ore del 14 giugno le unità britanniche entrarono nel raggio d'azione dei sommergibili italiani: dislocato al largo di Philippeville, il sommergibile Uarsciek avvistò una formazione britannica intorno alle 01:40, ma i tre siluri lanciati non colpirono alcun bersaglio. Alla sua prima missione operativa, il sommergibile Giada avvistò alle 04:40 le unità della Force H: il tenente di vascello Gaspare Cavallina portò il battello in emersione ad appena 2.500 metri dalle navi britanniche, lanciando una salva di quattro siluri contro la portaerei Eagle; subito immersosi per sfuggire all'immediato contrattacco dei cacciatorpediniere avversari, il Giada riferì di aver udito due esplosioni ma nessuna unità britannica riportò danni. Il battello subì diversi attacchi con bombe di profondità da parte dei cacciatorpediniere, ma riportò solo lievi danni.
A partire dalle 09:00 del 14 giugno la formazione britannica iniziò a subire anche gli attacchi aerei dei velivoli dell'Asse di base in Sardegna, inizialmente otto Fiat C.R.42 con bombe alari accompagnati da due Savoia-Marchetti S.M.79 del 36º Stormo. Questi aerei non solo mancarono i bersagli, ma vennero anche falcidiati dai caccia Fulmar decollati dalla portaerei Argus. Alle 10:00 giunsero quindici bombardieri Savoia-Marchetti S.M.84, sempre del 36º Stormo, ma la reazione nemica ne abbatté sei, tra cui quello del colonnello Giovanni Farina; solo uno, quello pilotato dal tenente Oliviero Donati, riuscì ad ammarare evitando la morte dell'equipaggio. Subito dopo, alle 10:15, sopraggiunsero altri aerosiluranti S.M.79, bombardieri CANT Z.1007 e Junkers Ju 88: la prima ondata contava 18 bombardieri, 32 aerosiluranti e una scorta di caccia, ma in più ondate successive e fino alla fine della giornata furono coinvolti 250 aerei italiani e 48 tedeschi. Il piroscafo Tanimbar, da 8.200 tonnellate di stazza e 13000 t di carico, fu centrato con un siluro da un SM.79 del 130º gruppo spezzandosi immediatamente in due ed affondando per l'esplosione del carburante avio e delle munizioni a bordo, mentre l'incrociatore Liverpool incassò un siluro sul lato di tribordo, probabilmente piazzato dall'aereo del pilota Arduino Buri, imbarcando un gran quantitativo d'acqua che provocò il blocco del timone e uno sbandamento di 7°; con la sua velocità ridotta a 4 nodi l'incrociatore fu preso a rimorchio dal cacciatorpediniere HMS Antelope, e lentamente cercò di rientrare verso Gibilterra sotto la protezione di un secondo caccia, il Westcott. Alle 18:00 passarono all'azione 92 aerei della Regia Aeronautica e 48 della Luftwaffe. In particolare da Castelvetrano presero il volo quattordici S.M.79 del 132º Gruppo Autonomo Aerosiluranti che, incontratisi in cielo con la scorta di 17 Reggiane Re.2001 del 2º Gruppo Caccia Terrestre (2º Gruppo volo) al comando del Tenente Colonnello Aldo Quarantotti, assieme a sette Macchi M.C.202 del 54º Stormo con il Maggiore Pier Giuseppe Scarpetta che abbatte un Hurricane, avvistarono la flotta britannica sopra l'isola tunisina di La Galite verso le 19:00. Mentre i Reggiane rivendicavano undici Sea Hurricane con la perdita di un solo velivolo (ma non del pilota), gli S.M.79 sganciarono i loro siluri, che non esplosero perché, come venne poi accertato, provenienti da una partita di ordigni sabotati usciti dal silurificio di Baia. Nel frangente venne abbattuto l'S.M.79 del sottotenente Giannino Negri.
Nel pomeriggio del 15 il rimorchiatore Salvonia salpato da Gibilterra prese in consegna l'incrociatore Liverpool, raggiunto il giorno successivo anche dal cacciatorpediniere HMS Panther e da altre unità di scorta: la formazione giunse poi felicemente a Gibilterra alle 17:30 del 17 giugno. Agli attacchi contro il convoglio cercò di prendere parte anche il sommergibile italiano Alagi, ma vari suoi tentativi di portarsi a tiro furono vanificati dalla sorveglianza delle unità di scorta: solo dopo il tramonto il sommergibile riuscì ad avvicinarsi abbastanza da lanciare due siluri contro una portaerei, che tuttavia non andarono a segno.
Al tramonto del 14 giugno, con il convoglio ormai giunto all'altezza di Biserta e all'imboccatura del Canale di Sicilia, la Force H invertì la rotta e diresse per Gibilterra: l'alto comando britannico riteneva che la marina italiana avrebbe impiegato solo forze leggere nel canale, facilmente contrastabili dal Cairo e dai cacciatorpediniere della scorta ravvicinata, senza quindi la necessità di rischiare ulteriormente le principali unità da battaglia. Il posamine Welshman, capace di una velocità molto più elevata dei mercantili, si separò dal convoglio alle 20:00 e proseguì in solitaria per Malta: giunto a La Valletta, consegnò il suo carico e ripartì alle prime luci del 15 giugno, onde fornire protezione contraerea al resto del convoglio in arrivo.

### La battaglia di Pantelleria
Alle 21:30 del 14 giugno Da Zara lasciò Palermo con i suoi due incrociatori e cinque cacciatorpediniere (Alfredo Oriani, Ascari, Premuda, Ugolino Vivaldi e Lanzerotto Malocello): Supermarina gli ordinò di dirigere a tutta forza verso il tratto di mare a sud di Pantelleria, dove si presumeva si sarebbe trovato il convoglio britannico alle prime luci dell'alba; il comando italiano dislocò anche tre squadriglie di MAS al largo di Capo Bon, ma il mare agitato obbligò le unità a rientrare prima di aver avvistato le navi britanniche. Alle 23:15 Campbel Hardy fu informato dal comando dell'uscita in mare delle navi di Da Zara, grazie alla decrittazione di un messaggio radio, ma decise di proseguire la missione ritenendo che le unità italiane non si sarebbero spinte in una zona così vicina a Malta, posta entro il raggio dei velivoli di base sull'isola e costellata di campi minati. All'alba del 15 giugno un ricognitore da Malta avvistò le unità di Da Zara, il quale pochi istanti dopo intercettò la Force X di Campbel Hardy nel punto esatto previsto da Supermarina; alle 05:40 gli incrociatori italiani aprirono il fuoco, dando inizio allo scontro.

#### Lo scontro dei cacciatorpediniere

Il cacciatorpediniere Ugolino Vivaldi, danneggiato dal nella prima mattina del 15 giugno.

Campbel Hardy ordinò subito ai piroscafi di piegare verso la costa tunisina insieme ai dragamine, alle motocannoniere e ai quattro cacciatorpediniere della squadriglia "Blankney" (HMS Blankney, Badsworth, Middleton, ORP Kujawiak), mentre lui dirigeva verso gli italiani con il Cairo e gli altri cinque cacciatorpediniere della squadriglia "Bedouin" (HMS Bedouin, Marne, Matchless, Ithuriel, Partridge) allo scopo di stendere una cortina fumogena con cui proteggere il convoglio: il Cairo, incrociatore contraereo della vecchia classe C, si trovava in svantaggio nel combattimento con le unità italiane, armato come era con cannoni da 102 mm contro i 152 mm imbarcati dagli avversari, dotati di maggior gittata.
Adottando subito un atteggiamento deciso, Da Zara ordinò di aumentare la velocità a 32 nodi e di cercare di tagliare dal davanti la rotta del nemico, facendo fuoco con tutti i cannoni: visto che il cacciatorpediniere Malocello non riusciva a mantenere la velocità richiesta, l'ammiraglio lo distaccò insieme al Vivaldi ordinandogli di inseguire i piroscafi in fuga. I due cacciatorpediniere diressero verso la zona annebbiata dai britannici, ma furono contrattaccati dalle unità della squadriglia "Blankney", a cui si unirono brevemente anche quelle della squadriglia "Bedouin", dando inizio ad un serrato combattimento: per circa mezz'ora le due parti si scambiarono reciprocamente colpi di cannone e salve di siluri serrando sempre più le distanze, finché alle 06:15 il Vivaldi fu colpito nella sala macchine da un proiettile del Matchless, che lo immobilizzò appiccando un incendio; mentre il Malocello gli girava intorno per proteggerlo con una cortina fumogena, il Vivaldi fu avvicinato dalle unità britanniche che gli lanciarono contro i loro siluri da una distanza di 4/5000 metri, mancandolo. Il comandante del Vivaldi, capitano di vascello Ignazio Castrogiovanni, ordinò a quello del Malocello, capitano di fregata Mario Leoni, di ritirarsi e abbandonare la nave al suo destino, ma il cacciatorpediniere continuò ad assistere il compagno scambiando colpi con le unità britanniche; intorno alle 06:40 i britannici si ritirarono: la confusione indotta dalle cortine fumogene non consentì loro di rendersi conto della situazione delle navi italiane, e Campbel Hardy li richiamò perché tornassero a proteggere i mercantili.
Alle 06:46 il Vivaldi riuscì a rimettere in funzione una delle caldaie, riuscendo a procedere lentamente verso Pantelleria sempre scortato dal Malocello; verso le 07:35 alle due unità si unirono i restanti cacciatorpediniere di Da Zara, inviati dall'ammiraglio a prestare assistenza ma troppo tardi per ingaggiare i britannici, ormai lontani: arrivarono anche tre MAS salpati da Pantelleria, che presero a bordo alcuni dei feriti. Alle 09:25 il Malocello cercò di prendere a rimorchio l'unità danneggiata, ma mentre era in corso questa manovra alle 09:30 arrivarono quattro aerosiluranti Fairey Swordfish provenienti da Malta: il Malocello, preso di mira, abbandonò i cavi da rimorchio e riuscì ad evitare i quattro siluri britannici lanciati da meno di 2000 metri con una serie di brusche manovre; poco dopo la formazione fu presa di mira per errore anche da alcuni bombardieri italiani Savoia-Marchetti S.M.84, che tuttavia non provocarono danni. Preso a rimorchio dal Premuda, il Vivaldi riuscì infine a raggiungere Pantelleria verso le 14:30, dove i tentativi di domare le fiamme ebbero infine successo: l'equipaggio del cacciatorpediniere riportò 10 morti nello scontro, saliti a 24 nei giorni successivi per il decesso di alcuni feriti. Per le loro azioni durante la battaglia, il capitano di fregata Leoni fu insignito della medaglia d'oro al valor militare, mentre il capitano di vascello Castrogiovanni della medaglia d'argento al valor militare.

#### Gli attacchi al convoglio

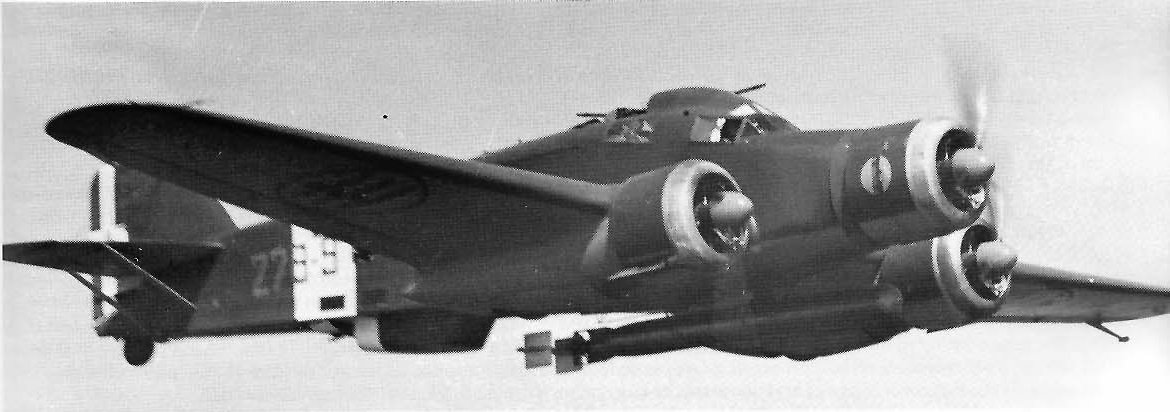
Un aerosilurante italiano Savoia-Marchetti S.M.79, dello stesso tipo che affondò il cacciatorpediniere

Mentre erano in corso gli scontri tra i cacciatorpediniere, i due incrociatori italiani Eugenio di Savoia e Raimondo Montecuccoli avevano continuato a procedere verso sud nel tentativo di tagliare la rotta al convoglio, mantenendo un intenso fuoco sulle unità britanniche da una distanza di 20 km. Campbell Hardy lanciò quindi i cacciatorpediniere della squadriglia "Bedouin" in attacco con i siluri contro le unità italiane: emergendo dalla nebbia intorno alle 06:00, le unità britanniche si avvicinarono il più possibile alle navi italiane, riuscendo anche a piazzare un colpo di cannone sul quadrato ufficiali del Montecuccoli, che tuttavia non riportò danni all'infuori dell'asportazione della lettera "O" dalla targa con il motto Centum Oculi posta al di sotto del ritratto del condottiero cui la nave era intitolata, ed uno sull'Eugenio di Savoia, che provocò due morti tra l'equipaggio. La distanza tra i due schieramenti si ridusse a poco più di 6000 metri, tanto che il Montecuccoli aprì il fuoco sulle navi britanniche anche con le sue mitragliere antiaeree, obbligando infine Da Zara ad accostare in fuori per tornare ad allungare le distanze; con i cacciatorpediniere britannici che si avvicinavano, Da Zara in plancia di comando commentò all'indirizzo del capitano di vascello Onnis, suo capo di stato maggiore: "Accostiamo altri dieci gradi, sennò quei signori vengono a prendere il caffè a bordo". Nonostante la corta distanza, Da Zara credette di individuare oltre ai cacciatorpediniere anche tre incrociatori britannici, in realtà inesistenti, il primo dei quali classificò come del "tipo Birmingham" (nave da 11000 tonnellate e 12 cannoni da 152 mm), e di conseguenza richiamò il Montecuccoli impegnato coi cacciatorpediniere e si diresse per fronteggiare questa minaccia.
La mossa dei britannici ebbe successo nell'allontanare gli incrociatori dai mercantili ed i cacciatorpediniere emisero cortine fumogene con ottimo sincronismo, tanto da far commentare a Da Zara: "Non c'è che dire: gli inglesi per mare sono maestri"; le unità britanniche si ritrovarono però esposte al tiro degli italiani: il Partridge fu colpito ed immobilizzato, e si ritrovò con un vasto incendio a bordo, mentre il Bedouin, nonostante solo due dei dodici colpi ricevuti fossero esplosi a bordo (gli altri detonarono dopo averlo trapassato), riportò danni gravissimi, con lo scafo squarciato in più punti e completamente immobilizzato, senza più energia elettrica e con i depositi delle munizioni allagati per un principio d'incendio. Anche il Cairo, che cercava di appoggiare l'azione dei cacciatorpediniere con il suo tiro, fu raggiunto da un colpo sulla prua che tuttavia non provocò gravi danni. Ad un certo punto, Da Zara credette anche di vedere uno degli incrociatori avversari colpito "che si piega spaventosamente sul fianco sinistro, mentre un cacciatorpediniere inverte la rotta e stende davanti alla formazione nemica una densa cortina di fumo", e questo resoconto errato comparirà anche sul bollettino di guerra italiano n. 748 del 16 giugno 1942; per contro, anche i britannici dirameranno il giorno dopo per radio un commento altrettanto impreciso in risposta a quello italiano, dove non si faceva menzione veritiera delle perdite del convoglio "Harpoon", eccetto il Bedouin, mentre venivano stimate correttamente le perdite italiane.

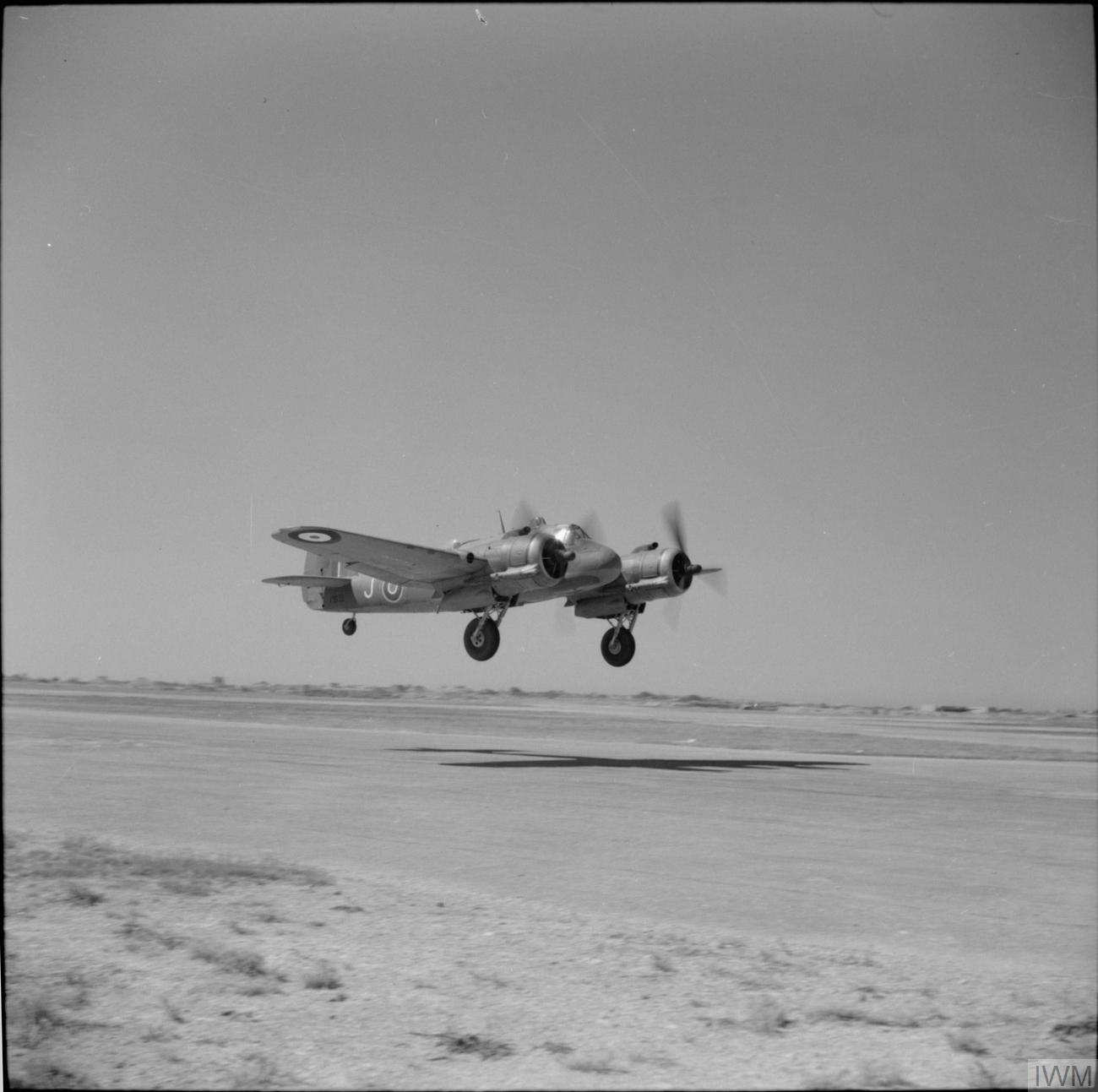
Un caccia pesante Bristol Beaufighter britannico decolla da un aeroporto maltese.

Alle 06:45, per sottrarsi alla manovra italiana che tendeva a tagliargli la strada, Campbell Hardy ordinò alla sua formazione di invertire la rotta e di nascondersi all'interno delle cortine fumogene; proprio grazie ad esse la manovra fu notata dalle navi italiane solo alle 07:03, quando ormai la distanza tra i due schieramenti era diventata molto elevata: le unità britanniche si tennero al coperto della zona annebbiata, mentre gli incrociatori italiani si aggiravano ai suoi margini facendo fuoco quando si presentava un bersaglio. Il tiro divenne sempre più intermittente, ma anche in questo modo alle 07:40 il Cairo fu centrato da un colpo da 152 mm dell'Eugenio di Savoia: il proiettile penetrò in un locale macchine, ma produsse solo un allagamento perché non esplose. Con le unità di scorta intente a confrontarsi con gli italiani, i mercantili del convoglio divennero una facile preda per gli aerei dell'Asse: alle 06:30 il piroscafo Chant fu colpito da un bombardiere in picchiata Stuka ed iniziò ad affondare, mentre la petroliera Kentucky fu danneggiata ma riuscì a proseguire; un'ora dopo un secondo attacco centrò nuovamente la Kentucky, immobilizzandola ed appiccandovi un incendio a bordo, obbligando il dragamine HMS Hebe a prenderla a rimorchio. L'arrivo di caccia Spitfire e Beaufighter da Malta consentì di respingere altri attacchi dei velivoli dell'Asse.
Per le 08:00 Da Zara aveva ormai perso il contatto con il nemico, scomparso dietro la nebbia artificiale: l'ammiraglio non era stato informato dalla Regia Aeronautica del risultato degli attacchi aerei, e lui stesso non poteva accertarsene visto che i due idrovolanti da ricognizione IMAM Ro.43 catapultati dagli incrociatori erano stati entrambi abbattuti dai caccia britannici. Senza informazioni, l'ammiraglio cercò di ipotizzare le mosse del nemico: il combattimento si era spostato a ridosso di un vasto campo minato disposto a sud di Pantelleria, e Da Zara ritenne che i britannici avrebbero cercato di aggirarlo da nord, passando tra l'isola e le mine; alle 08:14 mosse quindi i due incrociatori mantenendosi ad est del tratto minato, nella speranza di precedere i britannici nella loro corsa verso il varco. Dietro la cortina fumogena, Campbell Hardy stava invece manovrando le sue unità verso sud-est, in direzione della costa tunisina, per portare assistenza ai mercantili colpiti dai raid aerei: verso le 09:00 la ricognizione aerea da Malta lo informò che le navi di Da Zara stavano dirigendosi verso il varco nord del campo minato di Pantelleria, ed il comandante britannico decise quindi di procedere verso sud mantenendosi lungo la costa tunisina.

### Ultime azioni

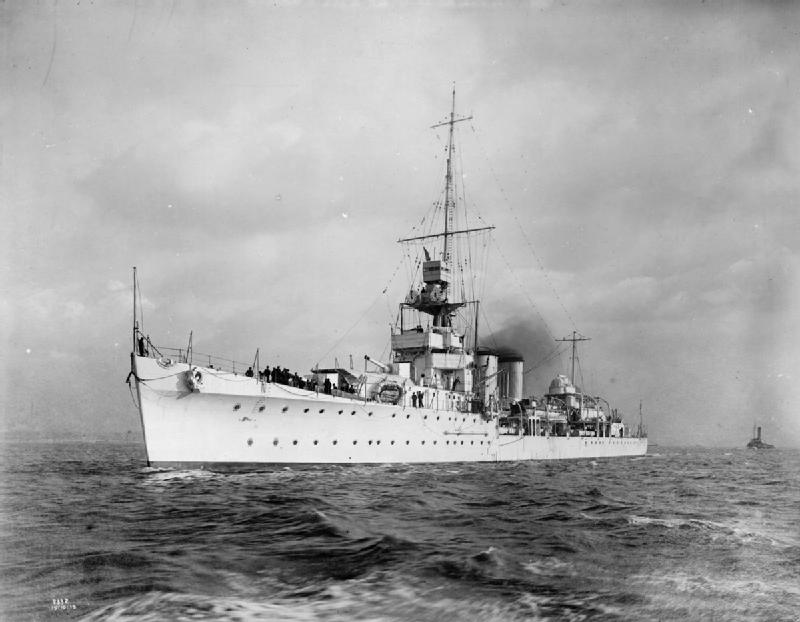
L'incrociatore leggero, capo-scorta del convoglio GM4.

Sfruttando un temporaneo varco nello schermo dei caccia dovuto all'avvicendamento di due squadriglie, alle 10:10 o alle 10:40 alcuni Junkers Ju 88 tedeschi riuscirono a colpire il mercantile Burdwan, obbligando il dragamine HMS Hythe a rimorchiarlo; la velocità del convoglio era ora molto limitata dalle tre navi prese a rimorchio: oltre alla Kentucky ed al Burdwan trainati dai dragamine, anche il cacciatorpediniere Partridge, domati gli incendi a bordo, aveva preso a rimorchio il danneggiato Bedouin. Campbell Hardy prese quindi la decisione di abbandonare le unità danneggiate e di procedere su Malta alla massima velocità possibile con i due piroscafi superstiti; il cacciatorpediniere Badsworth fu lasciato indietro insieme ai dragamine Hebe ed Hythe con il compito di affondare le unità danneggiate una volta recuperati gli equipaggi, mentre alla coppia Partridge-Bedouin fu ordinato di raggiungere Malta per conto proprio. Per la Kentucky l'affondamento si rivelò più difficile del previsto in quanto la nave era nuovissima come concezione e ben compartimentata, e per la fretta non era stata dotata di cariche di affondamento; inoltre la sala macchine dove si trovavano le prese d'acqua non era più raggiungibile, motivo per cui era al traino pur non avendo problemi di galleggiabilità; la nave alle 12:00 venne abbandonata e data alle fiamme contro il parere del suo capitano, molto critico verso il comportamento e le decisioni di Campbell Hardy, ma rimase a galla.
Sottoposti a ripetuti attacchi aerei dei velivoli di Malta, tutti senza esito, i due incrociatori della VII Divisione arrivarono al limite nord del campo minato intorno alle 11:00, dove si ricongiunsero con i cacciatorpediniere Oriani ed Ascari in rientro dopo aver scortato il danneggiato Vivaldi a Pantelleria: Da Zara non trovò traccia del nemico e, sempre senza informazioni dalla ricognizione aerea, prese ad incrociare verso sud-ovest sperando di rintracciarlo. Dopo circa un'ora di infruttuosa ricerca le unità italiane furono attirate verso sud da alte colonne di fumo che si alzavano dall'orizzonte: si trattava del fumo sollevato dagli incendi dei mercantili abbandonati dai britannici, ormai ridotti a dei relitti; con le superstiti unità di Campbell Hardy fuori vista, appena sotto l'orizzonte in direzione di Malta, Da Zara si convinse che il convoglio nemico fosse stato distrutto dagli attacchi aerei italo-tedeschi, e che se qualche superstite vi era ancora si trovava in ritirata verso ovest, oltre Capo Bon. Le unità italiane si dedicarono quindi a finire le navi britanniche: l'ancora intatta Kentucky, il cui solo danno era rappresentato da un incendio in esaurimento per una bomba caduta vicino e che con le sue 14.500 tonnellate di combustibili costituiva l'unità più importante del convoglio, fu cannoneggiata dal Montecuccoli e dall'Eugenio ed infine colata a picco da un siluro lanciato dall'Oriani, il Chant colpito dalle bombe degli Ju. 88, era già affondato; nello stesso tempo il caccia Ascari   lanciò due siluri contro una nave in fiamme che non poteva essere che il Burdwan, il quale venne anche attaccato da un S 79 pilotato da Carlo Emanuele Buscaglia.

Il cacciatorpediniere britannico affonda dopo essere stato colpito dal fuoco degli incrociatori italiani e da un aerosilurante S.M.79.

Il cacciatorpediniere Badsworth ed i due dragamine lasciati indietro riuscirono in parte a non farsi notare ed a ricongiungersi più tardi al convoglio, anche perché l'attenzione degli italiani fu attratta dalla coppia Partridge-Bedouin: dopo vari tentativi senza esito di rimettere in funzione l'apparato propulsivo del Bedouin, le due unità avevano invertito la rotta e cercato di rifugiarsi oltre Capo Bon, nella speranza di riguadagnare la rotta per Gibilterra. Le unità italiane aprirono il fuoco sui britannici intorno alle 14:00, obbligando il Partridge a tagliare i cavi da rimorchio ed a stendere una cortina fumogena intorno all'immobile Bedouin; il tiro degli incrociatori di Da Zara risultò intermittente e poco preciso, anche perché contemporaneamente le navi italiane erano attaccate, senza esito, da aerosiluranti decollati da Malta. Verso le 14:15 il cacciatorpediniere britannico fu avvicinato da un aerosilurante italiano S.M.79 della 281ª Squadriglia Aerosiluranti, quella comandata da Carlo Emanuele Buscaglia, pilotato dal tenente Martino Aichner: portatosi ad 800 metri dalla nave, il velivolo italiano fu colpito dal tiro contraereo britannico e costretto ad ammarare, ma riuscì a lanciare il suo siluro che diede il colpo di grazia al Bedouin, affondato nel giro di cinque minuti. L'equipaggio dell'aerosilurante fu poi recuperato dalla nave soccorso italiana Meta, o da un idrovolante, la mattina seguente unitamente ai sopravvissuti del Bedouin, trasbordati poi sulla nave ospedale Città di Trapani il 17 giugno; quest'ultima recuperò poi nei successivi due giorni altri naufraghi per un totale di 217 uomini; per molti anni l'affondamento del Bedouin fu attribuito esclusivamente ai cannoni navali italiani, e solo nel 1966 l'allora comandante in seconda della nave britannica, dopo essere venuto in contatto con Aichner, confermò la versione del pilota italiano. Per la sua azione Aichner fu decorato con la medaglia d'oro al valor militare.
Rimasto solo, il Partridge riuscì a defilarsi dal luogo dello scontro procedendo alla massima velocità, complice anche il fatto che le unità italiane, ancora sottoposte ad attacchi aerei, non riuscirono ad inseguirlo; nonostante altri attacchi aerei che provocarono danni all'apparato propulsivo, l'unità riuscì a raggiungere Gibilterra il 17 giugno seguente. Anche il dragamine Hebe venne colpito da un tiro da lunghissima distanza (13,000 yards) del Montecuccoli e gravemente danneggiato, al punto che il comandante inglese ritenne erroneamente di avere ricevuto "un colpo da otto pollici che traversò la plancia", dato impreciso visto che gli incrociatori italiani avevano cannoni da 152 mm (sei pollici); la situazione fu giudicata comunque talmente grave che il comandante buttò a mare i libri e le notizie riservate in previsione del colpo finale, che però non arrivò. Alle 14:20 Da Zara ricevette ordine da Supermarina di rientrare a Trapani entro le 21:00: senza più nemici in vista e con le sue unità a corto di munizioni, l'ammiraglio diede quindi ordine di abbandonare la zona dello scontro.

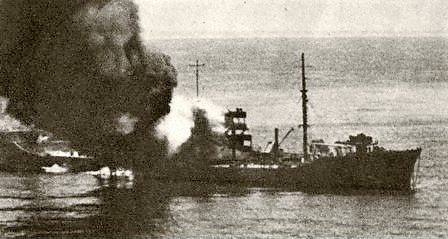
La petroliera Kentucky in fiamme dopo essere stata abbandonata e cannoneggiata dal Montecuccoli, riproduzione di una fotografia fatta da un aereo della Regia Aeronautica.

Il piano originario britannico prevedeva che il convoglio sarebbe giunto in vista di Malta nel tardo pomeriggio, in modo che i dragamine potessero aprire rotte sicure sfruttando le ultime ore di luce del giorno e che le operazioni di scarico dei mercantili potessero avvenire di notte, al riparo da attacchi aerei sul porto; il ritardo accumulato a causa dello scontro di Pantelleria obbligò invece le unità britanniche ad avvicinarsi a Malta quando ormai era buio: anche il Cairo ed i cacciatorpediniere di scorta, che secondo l'intenzione originaria una volta arrivati in vista di Malta dovevano subito ripartire per Gibilterra, onde attraversare il Canale di Sicilia con il favore dell'oscurità, furono invece obbligati ad entrare a La Valletta per rimpinguare le scorte di munizioni, di cui erano gravemente a corto. Le unità britanniche finirono quindi per entrare in un campo minato italiano posto all'imboccatura del porto: il piroscafo Orari urtò una mina ad appena 360 metri dal frangiflutti del porto, riuscendo a rimanere a galla ma perdendo una parte del carico di carbone trasportato, mentre il cacciatorpediniere polacco Kujawiak urtò una mina ed affondò prima che le altre unità potessero prenderlo a rimorchio, con la perdita di 25 membri dell'equipaggio; anche i cacciatorpediniere Badsworth e Matchless ed il dragamine Hebe urtarono delle mine, ma riuscirono a raggiungere il porto nonostante i gravi danni e furono successivamente riparati. Anche il piccolo drifter (peschereccio armato) Justified, uscito da Malta incontro al convoglio, incappò nel campo minato ed affondò.
Riforniti di munizioni, il Cairo ed i quattro cacciatorpediniere ancora illesi salparono la sera del 16 giugno e nonostante alcuni attacchi aerei delle forze dell'Asse riuscirono a superare indenni il Canale di Sicilia, ricongiungendosi la sera del 17 al largo della costa algerina con gli incrociatori Kenya e Charybdis, che li scortarono a Gibilterra dove arrivarono il giorno dopo. Il capitano di vascello Campbell Hardy venne in seguito insignito per la seconda volta del Distinguished Service Order per il suo comportamento tenuto durante l'operazione. A Malta fu fatto ogni sforzo per evitare che gli unici due mercantili faticosamente approdati (il Troilus e il già citato Orari) venissero affondati nel porto: mobilitando tutti i manovali disponibili ed impiegando anche personale militare, le operazioni di scarico furono completate in cinque giorni e i rifornimenti sparpagliati tra più magazzini diversi.

## Operazione Vigorous

### Ordine di battaglia
Royal Navy

 Royal Australian Navy:

Contrammiraglio Philip Vian
- MW.11 (convoglio e scorta)
  - 2nd Destroyer Flotilla
    - Cacciatorpediniere HMS Fortune, HMS Griffin, HMS Hotspur

  - 5th Destroyer Flotilla
    - Cacciatorpediniere HMS Dulverton, HMS Exmoor, HMS Croome, HMS Eridge, HMS Airedale, HMS Beaufort, HMS Hurworth, HMS Tetcott, HMS Aldenham

  - Nave ausiliaria HMS Centurion
  - Dragamine HMS Boston, HMS Seaham
  - Corvette HMS Delphinium, HMS Primula, HMS Erica, HMS Snapdragon
  - Motocannoniere MTB-259, MTB-261, MTB-262, MTB-264
  - Piroscafi City of Pretoria, City of Calcutta, Bhutan, Potaro, Rembrandt, Aagtekerk, City of Edinburgh, City of Lincoln, Elizabeth Bakke, Ajax
  - Petroliera Bulkoil
  - Navi soccorso Antwerp, Malines
- Mediterranean Fleet (scorta a distanza)
  - 15th Cruiser Squadron
    - Incrociatori leggeri HMS Cleopatra (ammiraglia), HMS Dido, HMS Hermione, HMS Euryalus, HMS Arethusa, HMS Coventry

  - 4th Cruiser Squadron
    - Incrociatori leggeri HMS Newcastle, HMS Birmingham

  - 7th Destroyer Flotilla
    - Cacciatorpediniere HMAS Norman, HMAS Napier, HMAS Nestor, HMAS Nizam

  - 12th Destroyer Flotilla
    - Cacciatorpediniere HMS Pakenham, HMS Paladin, HMS Incostant

  - 14th Destroyer Flotilla
    - Cacciatorpediniere HMS Jervis, HMS Javelin, HMS Kelvin

  - 22th Destroyer Flotilla
    - Cacciatorpediniere HMS Hero, HMS Hasty, HMS Sikh, HMS Zulu
- Sommergibili HMS Proteus, HMS Thorn, HMS Taku, HMS Thrasher, HMS Porpoise, HMS Una, HMS P31, HMS P43, HMS P35

 Regia Marina

 Kriegsmarine:

Ammiraglio di squadra Angelo Iachino
- I Squadra
  - IX Divisione navi da battaglia - Ammiraglio Giuseppe Fioravanzo
    - Navi da battaglia Littorio, Vittorio Veneto

  - III Divisione incrociatori - Ammiraglio Angelo Parona
    - Incrociatori pesanti Trento, Gorizia

  - VIII Divisione incrociatori - Ammiraglio Raffaele de Courten
    - Incrociatori leggeri Giuseppe Garibaldi, Emanuele Filiberto Duca d'Aosta

  - VII Squadriglia cacciatorpediniere
    - Cacciatorpediniere Folgore, Freccia, Saetta, Legionario

  - XI Squadriglia cacciatorpediniere
    - Cacciatorpediniere Aviere, Geniere, Camicia Nera, Corazziere

  - XIII Squadriglia cacciatorpediniere
    - Cacciatorpediniere Alpino, Bersagliere, Antonio Pigafetta, Mitragliere
- 29. Unterseebootsflottille - Capitano di corvetta Fritz Frauenheim[91]
  - U-Boot U-77, U-81, U-205, U-431, U-453, U-559
- 3. Schnellbootflottille - Capitano di corvetta Friedrich Kemnade[92]
  - S-Boot S 54, S 55, S 56, S 58, S 59, S 60

### Primi attacchi

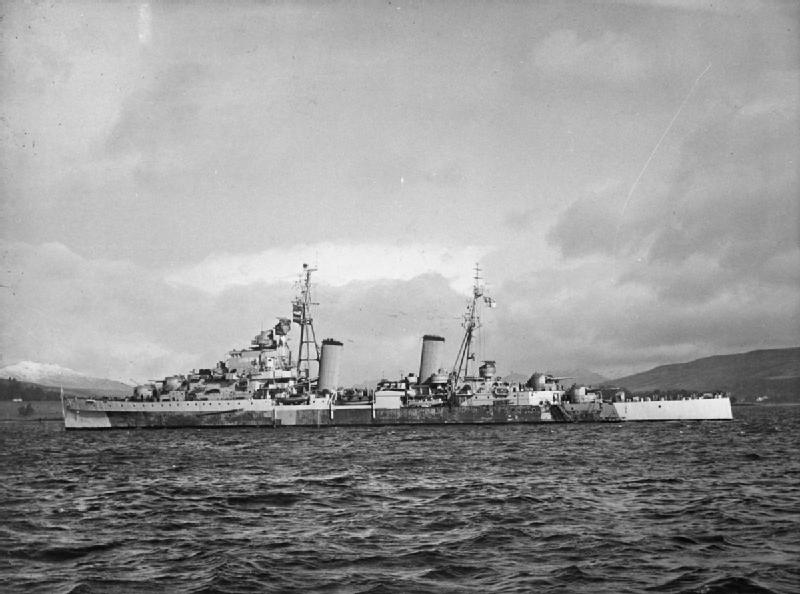
L'incrociatore leggero, ammiraglia della Mediterranean Fleet britannica.

La nave da battaglia Littorio, ammiraglia della flotta italiana.

Le unità assegnate all'operazione Vigorous partirono scaglionate con l'intenzione di riunirsi poi in mare prima di procedere alla volta di Malta; la prima a muovere fu la sezione 11C, salpata da Porto Said l'11 giugno con quattro mercantili scortati dall'incrociatore HMS Coventry e da otto cacciatorpediniere: il convoglio puntò ostentatamente verso ovest cercando di apparire come una missione di rifornimento diretta a Tobruch, con lo scopo di sviare gli avversari e di attirare la flotta italiana fuori dalle sue basi per sottoporla ad attacchi aerei e farle consumare inutilmente carburante. Nel pomeriggio del 12 giugno la sezione fu individuata dai ricognitori dell'Asse, giusto poco dopo aver invertito la rotta per dirigere sulla zona di riunione con il resto del convoglio: quella sera una formazione di bombardieri Ju 88 tedeschi attaccò le unità britanniche intorno alle 21:00 e danneggiò gravemente il piroscafo City of Calcutta, costringendolo a rifugiarsi a Tobruch sotto la scorta dei cacciatorpediniere HMS Exmoor e HMS Croome; la sezione si ricongiunse poi al resto del convoglio la mattina del 13 giugno al largo di Alessandria, procedendo poi alla volta di Malta. Ancora nel corso del 13 giugno il convoglio subì attacchi aerei mentre imboccava la cosiddetta Bomb Alley ("Vicolo delle bombe"), il tratto di mare a sud di Creta posto entro il raggio dei bombardieri dell'Asse: il cargo Elizabeth Bakke subì danni non gravi, ma poiché non riusciva più a tenere la velocità del resto del convoglio gli fu ordinato di rientrare ad Alessandria.
Durante la notte tra il 13 ed il 14 giugno le pessime condizioni meteorologiche obbligarono il contrammiraglio Vian a privarsi delle quattro motocannoniere aggregate al convoglio, che non riuscivano più a tenere il mare: tre di loro riuscirono a rifugiarsi ad Alessandria ma la quarta, la MTB 259, fece naufragio ed affondò; la corvetta Erica accusò problemi all'impianto propulsivo e ricevette quindi ordine di rientrare in porto a Marsa Matruh. La mattina del 14 il convoglio subì ulteriori perdite: il piroscafo Aagtekirk si dimostrò incapace di mantenere il passo con le altre unità e ricevette ordine di dirigere su Tobruch sotto la scorta del cacciatorpediniere HMS Tetcott e della corvetta Primula, ma verso le 08:00 fu raggiunto dai bombardieri tedeschi ed incendiato, finendo infine arenato davanti Tobruch dove poi affondò; nel pomeriggio aerei dell'Asse colpirono il cargo Potaro che tuttavia fu in grado di proseguire mentre il Buthan fu centrato dal CANT Z.1007 del capitano Mario Reghini e, gravemente danneggiato, affondò più tardi, anche se l'equipaggio ed i passeggeri furono recuperati dalle unità di salvataggio Antwerp e Malines (due navi passeggeri della Great Eastern Railway da circa 3000 t convertite in trasporti truppe), che poi diressero su Tobruch. Mentre ancora erano in corso gli attacchi aerei, verso le 18:45 Vian ricevette un'altra pessima notizia: ricognitori aerei segnalarono l'uscita in mare della flotta italiana da Taranto, diretta a tagliare la rotta del convoglio britannico.

### L'affondamento delTrento

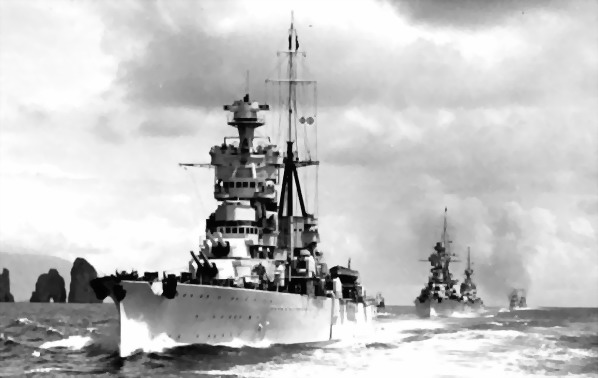
L'incrociatore Trento in navigazione.

Con la posizione e la rotta del convoglio ormai chiara, nel tardo pomeriggio del 14 giugno Supermarina ordinò alla squadra da battaglia italiana di lasciare la base di Taranto con l'obiettivo di intercettare le unità britanniche la mattina seguente: agli ordini dell'ammiraglio di squadra Angelo Iachino salparono le navi da battaglia Littorio e Vittorio Veneto, gli incrociatori pesanti Trento e Gorizia e gli incrociatori leggeri Giuseppe Garibaldi ed Emanuele Filiberto Duca d'Aosta, scortati da dodici cacciatorpediniere. Per la prima volta nella sua storia la flotta italiana prese il mare potendo contare sul supporto di un sistema radar: il cacciatorpediniere Legionario infatti imbarcava un apparecchio tedesco Fu.Mo. 24/40Ggl «De.Te.» (Dezimetre Telegraphie) che, sebbene utile per coordinare le manovre notturne della squadra ed avvistare con un certo anticipo gli attacchi aerei nemici, fornì un rendimento relativo in quanto disturbato dagli echi generati dalle molte imbarcazioni vicine e perché, installato come era su una sola unità, le sue segnalazioni arrivavano in ritardo alle altre navi.
La squadra italiana fu avvistata dai ricognitori aerei britannici poco dopo la sua partenza, e costantemente seguita per tutto il suo tragitto. Poco prima dell'alba del 15 giugno arrivò il primo attacco dei velivoli di base a Malta: nove aerosiluranti Bristol Beaufort attaccarono verso le 05:15 la squadra degli incrociatori italiani, che navigava in testa alla formazione; gli incrociatori Gorizia e Garibaldi evitarono i siluri a loro diretti con una serie di violente accostate, ma l'incrociatore Trento fu colpito in pieno sul lato di dritta da un aerosilurante che era riuscito a portarsi a soli 200 metri dallo scafo. Il siluro incassato dal Trento aprì un vasto squarcio nello scafo provocando l'allagamento del locale caldaie di prua ed un incendio a bordo, mentre le infiltrazioni di acqua di mare raggiunsero anche il locale caldaie di poppa provocandone lo spegnimento; completamente immobilizzato il Trento fu quindi lasciato indietro da Iachino con la scorta dei tre cacciatorpediniere Antonio Pigafetta, Saetta e Camicia Nera.
Intorno alle 09:00 l'incendio a bordo fu domato ed iniziarono le operazioni perché l'incrociatore potesse essere preso a rimorchio dal cacciatorpediniere Pigafetta, mentre un rimorchiatore di salvataggio dirigeva sulla zona per portare aiuto. L'alta colonna di fumo sollevata dall'incendio aveva però richiamato l'attenzione di tre sommergibili britannici che incrociavano nello Ionio: il primo a giungere sul luogo del siluramento fu l'HMS P35, reduce poche ore prima da un fallito attacco contro la corazzata Littorio; alle 09:10 il battello britannico lanciò due siluri contro l'incrociatore immobile, colpendolo a prua sotto la seconda torre dei cannoni e provocando l'esplosione di un deposito delle munizioni. La nave si inclinò a sinistra ed affondò rapidamente di prua, mentre i tre cacciatorpediniere cercavano inutilmente di attaccare il sommergibile britannico; dei 1.151 membri dell'equipaggio, 602 furono recuperati dalle unità italiane, molti dei quali feriti. Il comandante del Trento capitano di vascello Stanislao Esposito e il comandante in 2º capitano di fregata Carlo Cacherano d'Osasco, periti entrambi nell'affondamento, furono decorati rispettivamente con una medaglia d'oro al valor militare alla memoria il primo e una croce di guerra al valor militare il secondo.

### Ritirata

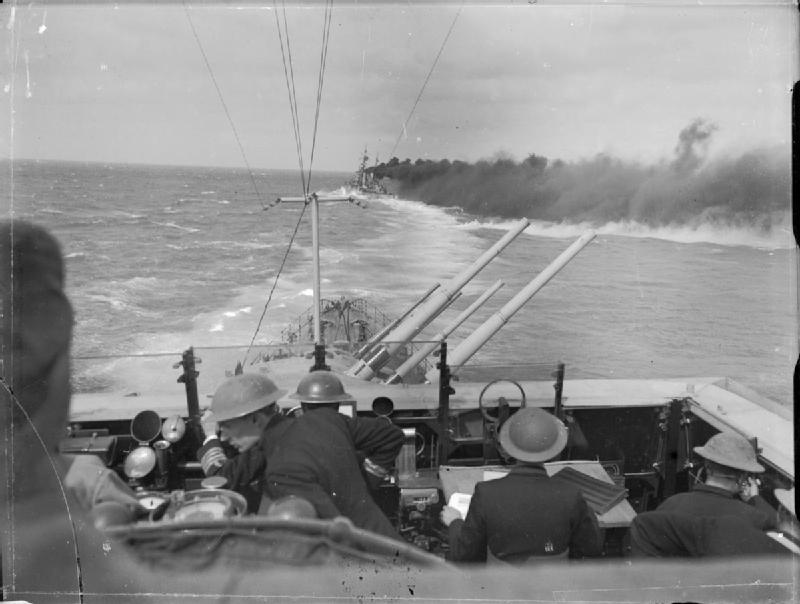
I cannoni da 133 mm dell'incrociatore sono pronti al fuoco, mentre a prua l'incrociatore stende una cortina fumogena.

Informato dell'uscita in mare della flotta italiana, intorno alle 01:45 del 15 giugno Vian decise di invertire temporaneamente la rotta del convoglio in modo da ritardare l'incontro con le unità nemiche, permettendo così agli attacchi aerei ed ai sommergibili di ridurne il numero e forse di indurle a ritirarsi; il convoglio era stato costantemente seguito dai ricognitori notturni dell'Asse che ne segnalavano la posizione tramite razzi luminosi, e mentre procedevano con l'inversione di rotta alcune unità si ritrovarono isolate, venendo subito attaccate da un gruppo di motosiluranti tedesche circa 90 miglia a nord-est di Derna: la motosilurante S 56 riuscì a piazzare un siluro sull'incrociatore leggero HMS Newcastle che riportò un largo squarcio sul lato di dritta con numerosi danni strutturali ed alle macchine, ma senza accusare perdite tra l'equipaggio. Due ore dopo un secondo gruppo di motosiluranti attaccò le unità di scorta che attorniavano il danneggiato Newcastle: il cacciatorpediniere HMS Hasty fu colpito da un siluro della S 55 sul lato di dritta, riportando tredici morti tra l'equipaggio oltre a gravi danni alla chiglia ed un vasto incendio a bordo; il relitto dell'unità fu poi affondato più tardi dal cacciatorpediniere HMS Hotspur.
Dopo essere stato informato del siluramento del Trento, verso le 07:00 il contrammiraglio Vian diede ordine al convoglio di tornare sui suoi passi e di dirigere su Malta, pensando che la squadra italiana non si sarebbe esposta ulteriormente; invece Iachino continuò a condurre le sue navi da battaglia incontro alle unità britanniche. Intorno alle 09:00 la flotta italiana fu attaccata per tre volte dagli aerosiluranti britannici, che tentavano in tutti i modi di rallentarla; mentre tutta la contraerea era impegnata per respingere gli aerosiluranti, le unità italiane furono attaccate da una squadriglia di bombardieri B-24 statunitensi che, del tutto inaspettatamente e grazie al sofisticato sistema di puntamento Norden, sganciarono i loro ordigni da alta quota: le bombe esplosero molto vicine alle navi italiane, ma solo la corazzata Littorio venne colpita da un ordigno sulla torre prodiera, senza riportare gravi danni ma accusando la morte di un marinaio ed il ferimento di altri dodici. I B-24 tentarono poi di raggiungere Malta, ma vennero intercettati da caccia tedeschi Messerschmitt Bf 109 che ne abbatterono due, spingendo i due velivoli superstiti a riparare in Africa. Informato dai ricognitori che la flotta italiana continuava a procedere verso le sue navi, alle 09:40 Vian diede nuovamente l'ordine al convoglio di invertire la rotta e di dirigere verso est, onde sottrarsi alle unità nemiche; anche le unità britanniche finirono ben presto nel mirino degli aerei dell'Asse: gli incrociatori HMS Birmingham ed Arethusa furono danneggiati leggermente da colpi caduti nelle vicinanze, ma furono in grado di continuare la navigazione.
Verso le 14:00 Iachino ricevette ordine da Supermarina di desistere dall'inseguimento delle unità britanniche, ormai troppo lontane; alle navi italiane fu comunque ordinato di rimanere ad incrociare al largo delle coste occidentali della Grecia, nell'eventualità che i britannici decidessero ancora una volta di invertire la rotta. Le unità di Vian erano in quel momento ancora ripetutamente attaccate dai velivoli dell'Asse: verso le 14:15 il cacciatorpediniere HMS Airedale fu preso di mira da una formazione di bombardieri in picchiata Junkers Ju 87 Stuka tedeschi, venendo colpito in pieno da due bombe che provocarono la detonazione di un deposito delle munizioni; il relitto fu poi affondato dal cacciatorpediniere HMS Aldenham dopo aver evacuato i 133 superstiti dell'equipaggio. Gli Stuka si accanirono ripetutamente anche contro la finta corazzata Centurion, scambiata per una vera unità da battaglia: la nave incassò una bomba ma fu in grado di proseguire; verso le 17:30 invece quattro S.M.79 italiani attaccarono il cacciatorpediniere australiano HMAS Nestor, causando gravi danni ed obbligando il caccia HMS Javelin a prenderlo a rimorchio. Poco dopo i quattro aerosiluranti, facenti parte del 41º Stormo Bombardamento Terrestre, vennero intercettati da alcuni caccia Curtiss P-40 che ne abbatterono uno, con l'intero equipaggio disperso in mare. Gli aerei dell'Asse lasciarono la formazione britannica verso le 19:00, e per quell'ora Vian ricevette dal viceammiraglio Harwood ad Alessandria la notizia che le unità italiane avevano rinunciato all'inseguimento e che il convoglio poteva riprendere la rotta per Malta; Vian tuttavia riferì che le sue unità erano a corto di carburante (in particolare i cacciatorpediniere) e che le scorte di munizioni erano ridotte al 30% della dotazione: pertanto il comandante britannico decise di riportare le sue unità superstiti in porto. Le navi  italiane rimasero ad incrociare inutilmente al largo delle coste greche fino al tramonto, quando Iachino ordinò il rientro a Taranto: ma verso le 23:30, sfruttando la luce dei bengala, una formazione di aerosiluranti britannici lanciò un ultimo attacco contro le navi italiane, riuscendo a colpire la prua del Littorio con un siluro; la corazzata tuttavia riportò pochi danni e poté rientrare a Taranto senza grossi problemi.
Il convoglio britannico subì ulteriori perdite quella notte: verso le 20:00 l'incrociatore leggero HMS Hermione fu colpito sul lato di tribordo da un siluro del sommergibile tedesco U-205 a nord di Sollum, affondando nel giro di venti minuti con la perdita di 87 membri dell'equipaggio. L'ultima perdita britannica fu il cacciatorpediniere Nestor: ancora trainato dal Javelin e scortato da altri due cacciatorpediniere, era rimasto molto attardato rispetto al convoglio mentre cercava in tutti i modi di rientrare ad Alessandria, molto appruato a causa della gran quantità di acqua imbarcata; con l'approssimarsi dell'alba, e molte miglia ancora da percorrere sotto la minaccia di attacchi dall'aria, l'equipaggio fu evacuato ed alle 07:50 il cacciatorpediniere fu affondato con le cariche di profondità dal Javelin 115 miglia a nord-est di Tobruch. Il convoglio raggiunse poi Alessandria la sera del 17 giugno, ponendo fine alla missione.

## Conseguenze

Mussolini, a bordo della corazzata Littorio, accompagnato (da sinistra) dal segretario del partito fascista Vidussoni, dal capo di Stato Maggiore della Regia Marina ammiraglio Riccardi e dal comandante in capo della squadra navale ammiraglio Iachino, passa in rassegna le rappresentanze degli equipaggi delle navi che hanno partecipato alla battaglia

Dei diciassette tra piroscafi e petroliere salpati alla volta di Malta, solo due riuscirono ad arrivare a destinazione, uno dei quali danneggiato: con l'aggiunta del carico arrivato sul posamine Welshman, i rifornimenti così trasportati furono considerati sufficienti ad estendere la resistenza dell'isola di sole otto settimane. Questo risultato fu ottenuto a caro prezzo per le forze navali britanniche: le perdite comprendevano un incrociatore leggero (Hermione), cinque cacciatorpediniere (Hasty, Nestor, Airedale, Bedouin e Kujawiak), cinque piroscafi carichi, una petroliera, una motocannoniera ed un drifter; gli incrociatori Liverpool e Newcastle ed i cacciatorpediniere Partridge, Badsworth e Matchless riportarono gravi danni che li obbligarono a rimanere fuori servizio per diversi mesi, mentre danni più leggeri furono riportati dagli incrociatori Cairo, Arethusa e Birmingham, unitamente ad un dragamine ed a tre mercantili. Si aggiunse poi la perdita di trenta velivoli. La perdita della petroliera Kentucky e delle sue 10000 t di carburante fu un grave problema per la forza aerea dell'isola, a corto di benzina avio e che aveva contato proprio su questo rifornimento, tanto che la situazione venne definita "disperata".
La Regia Marina italiana riportò la perdita dell'incrociatore pesante Trento ed il grave danneggiamento del cacciatorpediniere Vivaldi, insieme ai danni più leggeri patiti dalla nave da battaglia Littorio; l'affondamento dell'incrociatore fu un duro colpo per la flotta italiana, compensato tuttavia dal totale fallimento dell'operazione Vigorous: i bollettini italiani emessi dopo lo scontro rimarcarono notevolmente la ritirata delle unità di Vian, dipingendola come una fuga davanti alle navi di Iachino. Il successo fu molto sfruttato dalla propaganda italiana, che diede molta risonanza allo scontro anche come forma di riscatto da precedenti insuccessi patiti nel Mediterraneo dalle forze dell'Asse. Le perdite delle forze aeree dell'Asse ammontarono a ventotto velivoli italiani e quattordici o quindici tedeschi.
L'esiguità dei rifornimenti recapitati, che di fatto alleviavano di poco la dura situazione nell'isola, obbligarono il comando britannico a progettare immediatamente una nuova consistente spedizione verso Malta; l'11 agosto 1942 venne quindi lanciata l'operazione Pedestal: si trattava in pratica di una riedizione di Harpoon ma con un numero maggiore di navi, con un grosso convoglio salpato da Gibilterra sotto la nutrita scorta delle unità da guerra della Force H, rinforzata per l'occasione da navi inviate direttamente dal Regno Unito e comprendenti in totale due corazzate, quattro portaerei, tre incrociatori pesanti, quattro leggeri e trentadue cacciatorpediniere. Come per Harpoon, le unità britanniche furono ripetutamente attaccate durante tutto il loro tragitto da velivoli, sommergibili e motosiluranti dell'Asse, subendo gravi perdite sia tra i mercantili che tra le unità di scorta (andarono perdute anche due "veterane" della battaglia di mezzo giugno, la portaerei Eagle e l'incrociatore Cairo); a differenza del precedente scontro, tuttavia, questa volta mancò l'intercettazione da parte degli incrociatori italiani, a causa di errori e ritardi, carenza di combustibile ed attacchi dei sommergibili britannici. L'operazione ebbe un successo maggiore di Harpoon, riuscendo a far arrivare a Malta cinque dei sedici mercantili salpati e recapitando un totale 30000 t di rifornimenti, bastevoli per diversi mesi, anche se le gravi perdite di unità da guerra sconsigliarono ai britannici di ripetere simili operazioni finché le offensive terrestri in Nordafrica non avessero mutato la situazione strategica lungo le coste del Mediterraneo.
L'invasione di Malta fu relegata in secondo piano dopo che Erwin Rommel, comandante dell'Afrikakorps impegnato nell'avanzata in Nordafrica, chiese ed ottenne dal Führer la concentrazione delle forze nel deserto per sfruttare appieno la caduta di Tobruch. Alla fine l'impresa venne abbandonata e l'assedio dell'isola fu poi rotto definitivamente nel novembre del 1942, quando con l'operazione Stone Age un convoglio di rifornimenti riuscì ad arrivare nell'isola senza subire perdite.